# Gaertnera fissistipula
Espèce
Synonymes
- Cephaelis bieleri (De Wild.) Bremek.[2]
- Gaertnera fissistipula (K.Schum. & K.Krause) E.M.A.Petit[2]
- Grumilea fissistipula K.Schum. & K.Krause[2]
- Psychotria bieleri De Wild.[2]

Gaertnera fissistipula (K. Schum. & K. Krause) E.M.A. Petit est une espèce de plantes de la famille des Rubiacées et du genre Gaertnera, endémique du Cameroun.

## Description
C'est un arbrisseau pouvant atteindre une hauteur de 3 m.

## Distribution
Endémique du Cameroun, l'espèce y est cependant assez commune, présente dans quatre régions (Sud-Ouest, Littoral, Centre, Sud).